# Acrocercops aellomacha
Acrocercops aellomacha är en fjärilsart som först beskrevs av Edward Meyrick 1880.  Acrocercops aellomacha ingår i släktet Acrocercops och familjen styltmalar. Inga underarter finns listade i Catalogue of Life.

## Bildgalleri

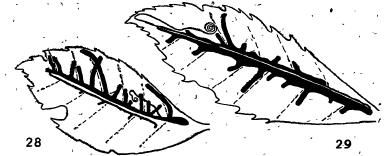